# Bromelia flemingii
Espèce
Classification phylogénétique
Bromelia flemingii est une espèce de plantes tropicales de la famille des Bromeliaceae, endémique du Venezuela.

## Distribution
L'espèce est endémique de l'État d'Aragua au nord du Venezuela.

## Description
L'espèce est hémicryptophyte.